# Gallerucida apicalis
Gallerucida apicalis là một loài bọ cánh cứng trong họ Chrysomelidae. Loài này được Laboissiere miêu tả khoa học năm 1934.